# Jessica Lokhorst
Jessica Lokhorst (16 augustus 1993) is een Nederlands korfbalster. Ze speelde in de hoogste Nederlandse korfbalcompetitie, de Korfbal League bij Fortuna. Met deze club won ze twee Nederlandse en een Europese titel. 
Van 2018 t/m 2025 was zij speelster van Oranje.

## Start van carrière
Lokhorst begon op jonge leeftijd met korfbal. Haar eerste club van SSS uit Wageningen, het huidige KV Wageningen waar ze in 2025 weer terug is gekeerd.
Om op hoger niveau te spelen verruilde ze in de jeugd SSS voor DVO uit Bennekom. Daar speelde ze onder andere in de A1 jeugd.
Vanaf 2010 speelde ze in de selectie van DVO. In dat jaar debuteerde de club in de Korfbal League.

## Fortuna
In de zomer van 2014 stapte Lokhorst over naar Fortuna uit Delft.
In haar eerste seizoen, 2014-2015 werd Fortuna in de zaalcompetitie net 5e, waardoor het net de play-offs miste. In de veldcompetitie werd de ploeg 2e in de Ereklasse A waardoor het zichzelf wel plaatste voor de nacompetitie. In de kruisfinale verloor Fortuna echter van PKC met 25-15, waardoor Fortuna niet kon uitkomen in de finale.
In Seizoen 2015-2016 werd Fortuna in de zaalcompetitie gedeeld 4, samen met Koog Zaandijk. Echter op basis van onderling resultaat werd Fortuna 5e waardoor het geen play-offs haalde. In de veldcompetitie werd de ploeg echter 1e in de Ereklasse A met 15 punten. Echter verloor Fortuna in de kruisfinale van TOP met 20-10.
Vanaf Seizoen 2017-2018 ging het beter met Fortuna. De ploeg had zich ondertussen versterkt met spelers zoals Nik van der Steen en ook Thomas Reijgersberg was teruggekeerd. In de zaalcompetitie werd Fortuna 4e en deed zodoende mee in de play-offs. In de play-offs was PKC de tegenstander, een ploeg die in de competitie 12 punten meer dan Fortuna had behaald. Fortuna sleepte er een 3e, belissende wedstrijd uit en hierin won Fortuna met een golden goal met 21-20, waardoor het zichzelf plaatste voor de zaalfinale. In de zaalfinale was echter TOP te sterk met 24-20.
Iets later, in de veldcompetitie stond Fortuna ook in de finale, aangezien het in de kruisfinale had afgerekend met TOP. In de veldfinale verloor Fortuna echter van PKC met 20-17.
In seizoen 2018-2019 was het wel raak. Fortuna werd 4e in de Korfbal League en versloeg in 2 wedstrijden de regerend landskampioen TOP. Hierdoor kwam Fortuna in de zaalfinale uit tegen PKC. Fortuna won met 21-19 en was zodoende Nederlands zaalkampioen.
Als landskampioen deed Fortuna mee aan de Europacup van 2020, een internationaal toernooi met alle Europese zaalkampioenen. Fortuna won gemakkelijk in de poule-ronde door te winnen van KC Barcelona, České Budějovice en Benfica. In de halve finale werd gewonnen van Pegasus, waardoor Fortuna in de finale uitkwam tegen het Belgische Kwik. Fortuna won in de finale gemakkelijk met 34-18, waardoor het ook Europees kampioen werd.
Seizoen 2019-2020 werd voor Fortuna een seizoen met 2 gezichten. De ploeg begon de Korfbal League goed en plaatste zich al in speelronde 17 voor de play-offs. Echter kwam de Nederlandse sportwereld stil te liggen vanwege het COVID-19 virus. Het seizoen werd niet uitgespeeld, waardoor er geen play-offs en finale werden gespeeld. Wel was er individueel succes voor Lokhorst, want zij won de verkiezing van Mooiste Dames Doelpunt van het Jaar. Dit was de eerste keer dat deze prijs onderverdeeld was in een heren- en dames categorie.
In seizoen 2020-2021 had Fortuna zich versterkt met Harjan Visscher en Lieneke Pries. In de competitie, die iets later startte, deed Fortuna goede zaken. Fortuna werd 1e in Poule B, waardoor het zich plaatste voor de play-offs. In de eerste play-off ronde versloeg Fortuna in 3 wedstrijden LDODK. In de tweede play-off ronde werd Koog Zaandijk in 3 wedstrijden verslagen, waardoor Fortuna zich voor het derde jaar op rij plaatste voor de zaalfinale. Net als in 2019 was PKC de tegenstander. Ondanks een goede wedstrijd van Lokhorst zelf (2 goals) verloor Fortuna de wedstrijd met 22-18.
In seizoen 2021-2022 deed Fortuna wederom goede zaken in de zaalcompetitie. De ploeg was versterkt met Mick Snel en Celeste Split en dat had positief effect op de ploeg. Gedurdende het reguliere seizoen verloor Fortuna slechts 1 wedstrijd en plaatste zich als nummer 1 voor de play-offs. In de play-offs trof Fortuna concurrent Koog Zaandijk, maar Fortuna won in 2 wedstrijden. Hierdoor plaatste Fortuna zich voor het 4e jaar op rij voor de zaalfinale. In de finale was PKC de tegenstander. In een Ahoy, waar weer publiek bij mocht zijn, werd het een spannende wedstrijd. Fortuna won de wedstrijd met 22-21, waardoor het weer Nederlands zaalkampioen was.
In seizoen 2022-2023 had Fortuna een seizoen met ups en downs. Zo speelde de ploeg gedurende de competitie maar liefst 4 keer gelijk. Uiteindelijk stond de ploeg na de reguliere competitie wel op de tweede plek, waardoor ze zich hadden geplaatst voor de play-offs. In de best-of-3 serie was DVO de tegenstander. Fortuna won de eerste wedstrijd overtuigend met 29-19, maar verloor het de tweede en derde (beslissende) wedstrijd. Hierdoor plaatste Fortuna zich niet voor de zaalfinale, waardoor het was onttroond als zaalkampioen.
Iets later, in de veldcompetitie stond Fortuna na de reguliere competitie op de 1e plaats in de Ereklasse A. In de kruisfinale won Fortuna met 21-18 van DVO, waardoor Fortuna zich plaatste voor de veldfinale. In deze veldfinale was PKC de tegenstander. PKC won de finale met 18-13.
Seizoen 2023-2024 was een wisselvallig seizoen voor Fortuna in de zaal. Ondanks de behaalde 21 punten eindigde de ploeg op de 5e plaats in de Korfbal League, waardoor Fortuna de play-offs miste. Hiermee kwam een reeks van 6 jaar play-offs ten einde. 
Iets later, in de veldcompetitie deed Fortuna wel goede zaken. De ploeg ging ongeslagen naar de kruisfinale, waar Fortuna met 12-11 PKC versloeg. Hierdoor plaatste Fortuna zich voor het tweede jaar op rij voor de Nederlandse veldfinale. Echter ging het in de finale tegen DVO mis; Fortuna verloor de finale met 20-13 waardoor de ploeg genoegen moest nemen met de 2e plaats van Nederland.
Het werd het laatste seizoen onder leiding van coach Ard Korporaal, die na 13 seizoenen stopte als coach bij de club.

## Oranje
Lokhorst speelde in haar jeugd al bij Jong Oranje, maar in 2018 werd zij toegevoegd aan de selectie van het grote Oranje. 
Ze won goud op deze toernooien:
- WK 2019
- World Games 2022
- WK 2023
- EK 2024

## Erelijst
- Korfbal League kampioen, 2x (2019, 2022)
- Europacup kampioen, 1x (2020)
- Doelpunt van het Jaar, 1x (2020)